# Mitchell Stephens
Mitchell Stephens, född 5 februari 1997, är en kanadensisk professionell ishockeyforward som är kontrakterad till Montreal Canadiens i National Hockey League (NHL) och spelar för Rocket de Laval i American Hockey League (AHL).
Han har tidigare spelat för Tampa Bay Lightning i NHL; Syracuse Crunch i AHL samt Saginaw Spirit och London Knights i Ontario Hockey League (OHL).
Stephens draftades av Tampa Bay Lightning i andra rundan i 2015 års draft som 33:e spelare totalt.
Han vann Stanley Cup med Tampa Bay Lightning för säsongen 2019–2020.
Stephens är kusin till Owen Tippett.

## Statistik
| 2012–2013  | Toronto Marlboros   | GTHL       | 58  | 44 | 40 | 84  | 12 | —  | — | — | —  | — |
| 2013–2014  | Saginaw Spirit      | OHL        | 57  | 9  | 12 | 21  | 8  | 5  | 0 | 2 | 2  | 2 |
| 2014–2015  | Saginaw Spirit      | OHL        | 62  | 22 | 26 | 48  | 44 | 4  | 0 | 0 | 0  | 0 |
| 2015–2016  | Saginaw Spirit      | OHL        | 39  | 20 | 18 | 38  | 14 | 4  | 2 | 1 | 3  | 0 |
|            | Syracuse Crunch     | AHL        | 5   | 1  | 0  | 1   | 0  | —  | — | — | —  | — |
| 2016–2017  | Saginaw Spirit      | OHL        | 22  | 11 | 17 | 28  | 14 | —  | — | — | —  | — |
|            | London Knights      | OHL        | 29  | 11 | 14 | 25  | 12 | 14 | 7 | 3 | 10 | 2 |
|            | Syracuse Crunch     | AHL        | —   | —  | —  | —   | —  | 3  | 0 | 0 | 0  | 0 |
| 2017–2018  | Syracuse Crunch     | AHL        | 70  | 19 | 22 | 41  | 24 | 7  | 1 | 5 | 6  | 4 |
| 2018–2019  | Syracuse Crunch     | AHL        | 32  | 11 | 13 | 21  | 6  | 4  | 0 | 1 | 1  | 2 |
| 2019–2020  | Tampa Bay Lightning | NHL        | 38  | 3  | 3  | 6   | 10 | 7  | 1 | 0 | 1  | 2 |
|            | Syracuse Crunch     | AHL        | 24  | 5  | 5  | 10  | 15 | —  | — | — | —  | — |
| 2020–2021  | Tampa Bay Lightning | NHL        | 7   | 0  | 1  | 1   | 0  | —  | — | — | —  | — |
|            | Syracuse Crunch     | AHL        | 4   | 1  | 7  | 8   | 0  | —  | — | — | —  | — |
| 2021–2022  | Detroit Red Wings   | NHL        | 27  | 0  | 6  | 6   | 8  | —  | — | — | —  | — |
| 2022–2023  | Rocket de Laval     | AHL        | 68  | 20 | 21 | 41  | 49 | —  | — | — | —  | — |
| NHL totalt | NHL totalt          | NHL totalt | 72  | 3  | 10 | 13  | 18 | 7  | 1 | 0 | 1  | 2 |
| AHL totalt | AHL totalt          | AHL totalt | 203 | 57 | 68 | 125 | 94 | 14 | 1 | 6 | 7  | 6 |
| OHL totalt | OHL totalt          | OHL totalt | 209 | 73 | 87 | 160 | 92 | 27 | 9 | 6 | 15 | 4 |

### Internationellt
| Källa: Uppdaterad: 2019-12-11 | Källa: Uppdaterad: 2019-12-11 | Källa: Uppdaterad: 2019-12-11 |         | Utv = Utvisningsminuter | Utv = Utvisningsminuter | Utv = Utvisningsminuter | Utv = Utvisningsminuter | Utv = Utvisningsminuter |
| År                            | Lag                           | Mästerskap                    | Matcher | Mål                     | Assists                 | Poäng                   | Utv                     |                         |
| ----------------------------- | ----------------------------- | ----------------------------- | ------- | ----------------------- | ----------------------- | ----------------------- | ----------------------- | ----------------------- |
| 2014                          | Kanada                        | Ivan Hlinka                   | 5       | 4                       | 2                       | 6                       | 2                       |                         |
| 2015                          | Kanada                        | U18                           | 7       | 5                       | 5                       | 10                      | 10                      |                         |
| 2016                          | Kanada                        | JVM                           | 5       | 1                       | 1                       | 2                       | 2                       |                         |
| 2017                          | Kanada                        | JVM                           | 5       | 2                       | 3                       | 5                       | 0                       |                         |
| Junior totalt                 | Junior totalt                 | Junior totalt                 | 22      | 12                      | 11                      | 23                      | 14                      |                         |